# Gymnophora
Gymnophora är ett släkte av tvåvingar. Gymnophora ingår i familjen puckelflugor.

## Bildgalleri

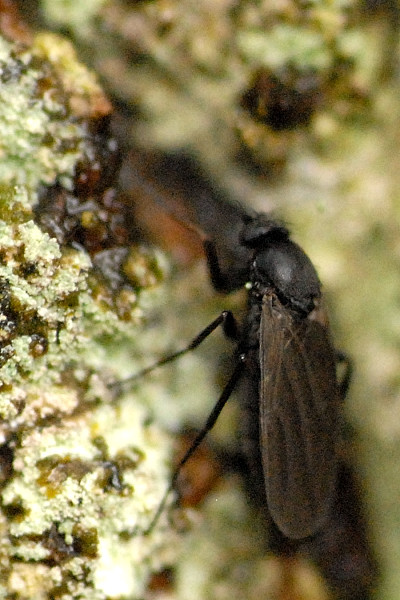

## Dottertaxa tillGymnophora, i alfabetisk ordning[1][2]
- Gymnophora acutangula
- Gymnophora adumbrata
- Gymnophora aemula
- Gymnophora alces
- Gymnophora amurensis
- Gymnophora arcuata
- Gymnophora auricula
- Gymnophora brasiliensis
- Gymnophora browni
- Gymnophora carina
- Gymnophora chilensis
- Gymnophora colona
- Gymnophora commotria
- Gymnophora cymatoneura
- Gymnophora damula
- Gymnophora dispariseta
- Gymnophora emarginata
- Gymnophora enigmata
- Gymnophora falciformis
- Gymnophora fastigiorum
- Gymnophora forcipis
- Gymnophora forticornis
- Gymnophora gornostaevi
- Gymnophora gotoi
- Gymnophora healeyae
- Gymnophora heteroneura
- Gymnophora inexpectata
- Gymnophora integralis
- Gymnophora inthanonensis
- Gymnophora inusitata
- Gymnophora lacertosa
- Gymnophora laciniata
- Gymnophora lapidicola
- Gymnophora latibrachia
- Gymnophora longissima
- Gymnophora luteiventris
- Gymnophora malaisei
- Gymnophora marshalli
- Gymnophora multipinnacula
- Gymnophora nepalensis
- Gymnophora nigripennis
- Gymnophora nonpachyneura
- Gymnophora palmula
- Gymnophora parachilensis
- Gymnophora pararcuata
- Gymnophora parva
- Gymnophora penai
- Gymnophora perpropinqua
- Gymnophora platypalpis
- Gymnophora prescherweberae
- Gymnophora priora
- Gymnophora prolata
- Gymnophora quadrata
- Gymnophora quadriseta
- Gymnophora quartomollis
- Gymnophora setulata
- Gymnophora spiracularis
- Gymnophora strigula
- Gymnophora subarcuata
- Gymnophora subuncata
- Gymnophora talea
- Gymnophora tenuivenia
- Gymnophora thormini
- Gymnophora triangularis
- Gymnophora trispina
- Gymnophora uncata
- Gymnophora unidentata
- Gymnophora verrucata
- Gymnophora victoria